# جبل قربص

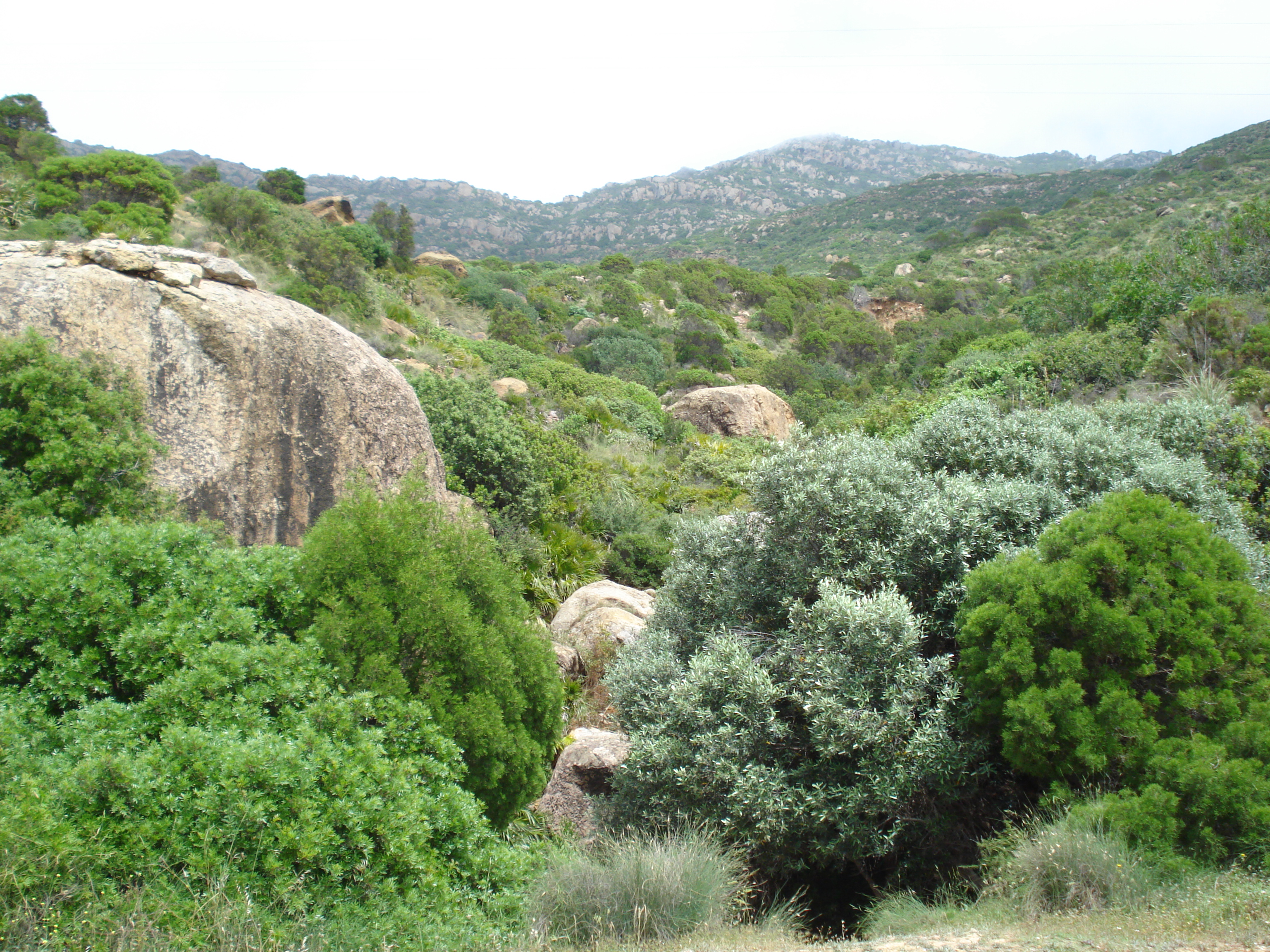
جبل قربص

جبل قُرْبُص جبل يقع بشمال غربي الوطن القبلي بالجمهورية التونسية، حيث تقع مدينة قربص. يبلغ ارتفاعه 378 م.